# Поліксен
Поліксен (англ. polyxen; нім. Polyxen m) — найпоширеніший мінерал із групи платини, інтерметалічна сполука платини та заліза з домішками інших металів. Хімічна формула  (Pt, Fe).
Назва походить від грец. поліксенос — багато чужих (J.F.Hausmann, 1813).

## Загальний опис
Склад поліксену, у %: Pt — 80-88; Fe — 9 -11. Домішки: Ir, Rh, Pd, Cu, Ni та інші. Сингонія кубічна, гексоктаедричний вид. Утворює дрібні кубічні кристали. Зерна неправильної форми, іноді утворює суцільні маси (самородки). Густина —15-19 г/см3, твердість — 4-4,5 за шкалою Мооса. Колір срібно-білий. У аншліфах срібно-білий. Зустрічається у магматичних родовищах, генетично пов'язаних з ультраосновними і основними породами. Парагенетично тісно пов'язаний з хромшпінелідами.

## Різновиди
Розрізняють:
- поліксен іридіїстий (платина іридіїста),
- поліксен мідистий (платина мідиста).